# Fissure (matériau)

Types de fissures en fonction du mode de charge appliquée :
- traction (Opening),
- cisaillement parallèle au plan de la fissure (In-plane shear),
- cisaillement dans la direction perpendiculaire (Out-plane shear).

La fissure est un défaut ou une discontinuité brutale apparue ou apparaissant dans un matériau sous l'effet de contraintes internes ou externes, où la matière est séparée sur une certaine surface. Tant que les forces de contraintes ne sont pas libérées, elle entraîne une grande concentration de contrainte à son fond.
La contrainte à l'extrémité d'une fissure pointue peut être estimée grossièrement par la formule :
{\displaystyle \sigma =2\sigma _{0}{\sqrt {\frac {l}{r}}}}, 
où {\displaystyle \sigma _{0}} est la contrainte appliquée, {\displaystyle l}  est la longueur de la fissure, {\displaystyle r} est le rayon de la pointe, la valeur est proche de la distance interatomique[Quoi ?].
Sa propagation, sous l'effet de contraintes suffisantes (voir le critère de Griffith), combinée ou non avec un environnement agressif (corrosion sous contrainte) mène à la rupture.

## Physique des fissures
Les fissures sont un facteur limitant essentiel de la résistance mécanique des matériaux (de la croûte terrestre, aux matériaux fragiles tels que les verres et les céramiques en passant par les bétons, les aciers, et de très nombreux matériaux produits par l'homme).
Elle est donc étudiée à toutes les échelles, de celle des failles géologiques par les géologues et sismologues, aux échelles microscopiques ou nanométriques dans le cadre de la naissance ou du comportement des microfissures qui peuvent par exemple apparaître et se développer sous l'effet de la corrosion dans les réacteurs ou circuits primaires ou secondaires des centrales nucléaires, en passant par le comportement des verres de sécurité.

## Fissure comme indice et indicateur
Toute fissure témoigne de l'existence de contraintes sur le matériau fissuré. Au vu de la nature du matériau fissuré, la forme, la longueur, la profondeur, sa vitesse d'apparition et sa structure d'une fissure donnent des indications sur ses origines. Ces indications peuvent être rétrospectivement importantes (pour prévoir l'effondrement d'un pont ou d'un bâtiment par exemple) ou rétrospectivement utiles pour comprendre quand et comment un substrat ou un objet se sont fissurés.
Ainsi a-t-on récemment (2013) montré pour le verre que le nombre de fissures « en étoile » formées autour d'un point d'impact ou de collision donne des indications précises sur la vitesse du projectile ou sur la vitesse de la cible par rapport à l'objet qu'elle a rencontré ; plus la quantité d'énergie cinétique est importante, plus le nombre de fissures au point d'impact est élevé ; avec une équation simple reliant ces deux paramètres.

## Faïençage

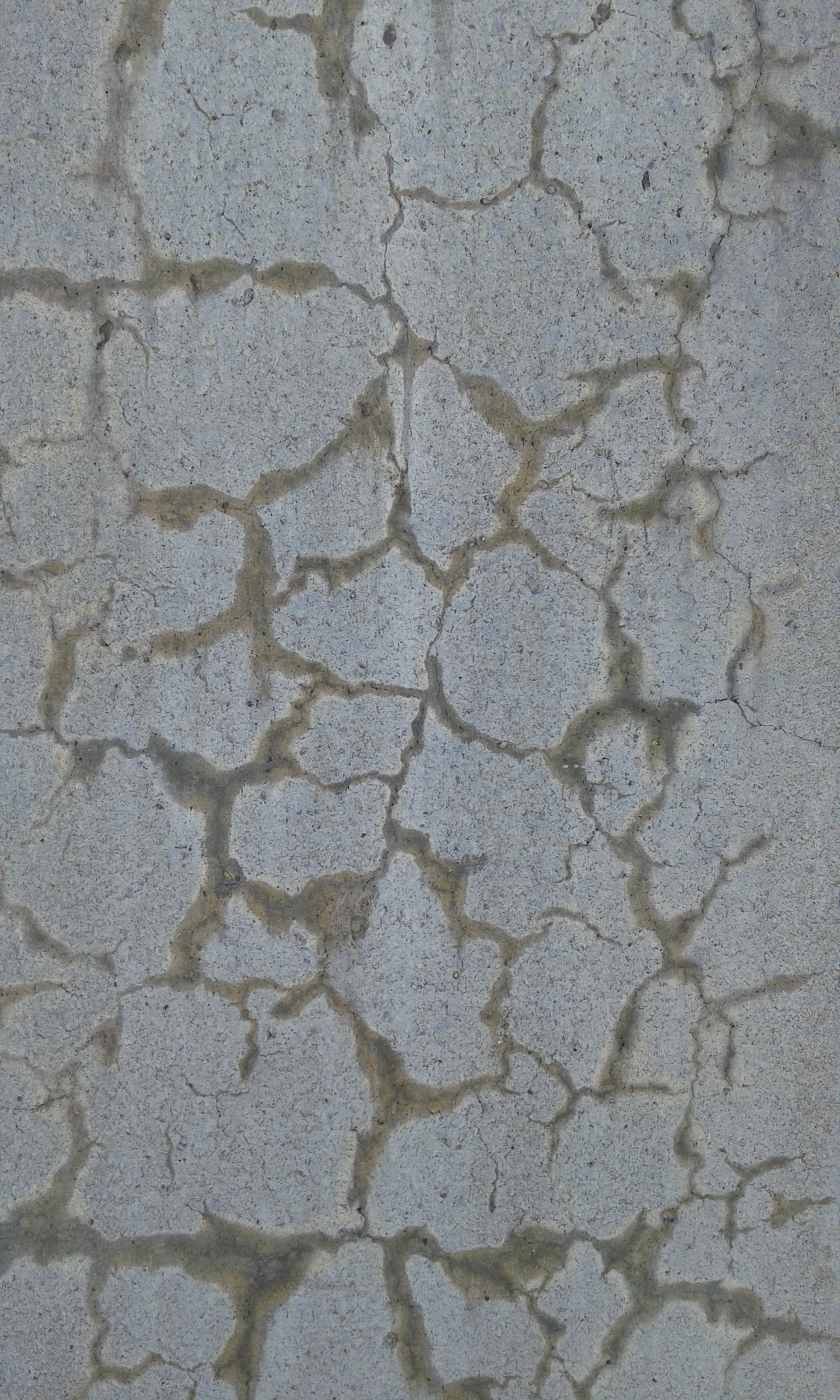
Faïençage typique de la surface d'un pilier de béton dû à la réaction alcali-granulat (RAG).

C'est un phénomène de micro-fissuration superficielle, en surface d'un enduit, d'un béton, d'un revêtement solide, etc. dû à un retrait superficiel trop important ou rapide. Pour des raisons esthétiques, il peut être recherché par certains céramistes (technique raku yaki).
Dans le cas particulier de la réaction alcali-granulat (RAG), le faïençage caractéristique de la surface externe du béton est produit par le gonflement interne de la structure en béton qui est plus élevé au milieu de la masse de béton qu'à sa surface externe. En effet, les ions Na+ et OH− responsables de l'attaque de la silice sont régulièrement lessivés par le ruissellement de l'eau de pluie et la surface a aussi l'occasion de sécher, ce qui diminue le gonflement périphérique tandis que la réaction progresse plus rapidement au cœur de la structure (concentration en NaOH plus élevée et humidité accrue).

## Lézarde
Une lézarde est une fissure importante, une crevasse, pouvant mettre en cause la stabilité d'un édifice.
Les microfissures peuvent se trouver dans les matériaux de cuves de centrales nucléaires[réf. non conforme][source secondaire nécessaire].